# D. J. Waldie
D. J. Waldie, nome completo Donald J. Waldie (Lakewood, 15 settembre 1948), è uno scrittore, saggista, storico dell'architettura e studioso di sociologia urbana statunitense.

## Biografia
Nato a Lakewood, in California, ha vissuto tutta la vita in questo sobborgo di Los Angeles, descrivendone la nascita, la costruzione, l'espansione. Nei suoi studi ha spesso descritto la vita di una comunità in una tipica città a griglia americana, di quelle nate negli anni successivi alla grande depressione, al crollo della borsa e al grande fenomeno migratorio che spinse milioni di americani ad abbandonare lo Stato di New York per "riciclarsi" e costruirsi una nuova vita in Stati come la California.
Definito dal Los Angeles Magazine «uno dei più autorevoli interpreti» della realtà sociale della California del Sud (2006) e dal New York Times «uno straordinario distillatore di storia dell'architettura e di storia sociale» (2007), collabora con giornali e quotidiani quali il Los Angeles Times, lo stesso New York Times e il L.A. Weekly.
Direttore per oltre trent'anni del servizio di informazioni della città di Lakewood (Los Angeles), di cui Holy land narra la storia, è stato insignito di vari riconoscimenti per la sua attività saggistica.

## Opere
- Holy land: a Suburban Memoir, libro cult della letteratura suburbana
- Real City: Downtown Los Angeles Inside/Out, 2001
- Where We Are Now: Notes from Los Angeles, 2004
- Close to Home: An American Album, 2004
- California Romantica, 2007

### Holy land: a Suburban Memoir
Negli anni quaranta e cinquanta in California nacquero dal nulla e con una rapidità costruttiva impressionante numerose "città seriali", caratterizzate da una rigorosa struttura a griglia e dalla costante ripetizione di poche tipologie di casa. Holy land racconta la storia di Lakewood e di come la struttura urbana e abitativa dei suburb abbia profondamente condizionato lo stile di vita di un'intera comunità.
Alternando descrizioni degne di un manuale di tecnologia della prefabbricazione, cronaca e dibattiti dell'epoca, vissuto quotidiano, ricordi personali, aforismi e sentenze di lapidaria efficacia, D.J. Waldie rievoca, in 316 epigrammi, la costruzione di Lakewood. Soprattutto ne attraversa con passione la vita: che è poi la sua stessa vita. Più volte ristampato negli Stati Uniti e più volte premiato (tra gli altri con il California Book Award del 1996), Holy Land è uno straordinario documentario narrativo, con un interessante apparato fotografico in bianco e nero.
Nel corso degli anni sessanta l'edilizia suburbana venne denigrata da Lewis Mumford. La corrente di pensiero severamente critica, censoria, che parte da Mumford e, passando per Peter Blake con God's Own Junkyard, arriva a James Howard Kunstler con Geography of Nowhere e Andrés Duany con Suburban Nation, definisce tutta l'edilizia residenziale prodotta in serie dal 1945 in poi un fallimento non solo del design, ma anche dello spirito. Nel 1999 Kunstler, al Congress of New Urbanism, ha liquidato i sobborghi del dopoguerra definendoli «il luogo dove abita il male».
Per Waldie invece i luoghi come Lakewood riescono «a ispirare fedeltà» e hanno «capacità di redenzione». Per Waldie i suburb non furono mai «un bunker in cui rifugiarsi per evitare le esigenze della vita in comune. I miei genitori e i loro vicini di casa negli anni cinquanta capivano, con più generosità di Mumford, che cosa avevano guadagnato e che cosa avevano perduto diventando suburbani».
Nel 2010 la Rabbit Bandini di James Franco ha acquistato i diritti cinematografici di Holy Land.